# Gordon Hoare
Gordon Rahere Hoare (Blackheath, Londres, 18 d'abril de 1884 – Londres, 27 d'octubre de 1973) va ser un futbolista anglès que va competir a començament del segle xx. Jugà com a davanter i en el seu palmarès destaca la medalla d'or en la competició de futbol dels Jocs Olímpics d'Estocolm, el 1912.
A nivell de clubs jugà a l'Arsenal FC i al Glossop en dos períodes diferents en els anys previs a la Primera Guerra Mundial. Posteriorment jugà al Queens Park Rangers i s'acabà retirant al Fulham FC. Mai va ser convocat per la selecció anglesa absoluta, però sí per l'amateur, on disputà 11 partits i marcà 13 gols.